# Eri-TV
Eri-TV（エリ・ティーヴィー、ERi-TV）とは、エリトリア初のテレビ局で、国営放送局である。放送開始は1993年で、カナダの援助チームの助力を得て開設された。本拠地は首都アスマラにある。24時間放送しており、国外在住のエリトリア人の視聴者のため、国外でも広く視聴されている。この放送網の費用はエリトリア政府情報省が負担している。アフリカ放送連合（AUB）に加盟している。

## チャンネル

### Eri-TV1
Eri-TV1は、衛星経由で姉妹ラジオ放送局であるDimtsi Hafashを通じて放送される。Eri-TV1は通常ニュース、ミュージック・ビデオ、ドラマ等が放送される。国内及び国外の映画も放送される。Eri-TV1の全ての番組はティグリニャ語・アラビア語・英語・アムハラ語で放送されている。一部の番組についてはソマリ語やオロモ語でも放送されている。

### Eri-TV2
Eri-TV2は国内のみで放送され、主に教育番組を放送している。英語、数学、科学を含む授業が放送されている。

### Eri-TV3
Eri-TV3は、国内外のスポーツ番組を放送している。